# Hi-rail

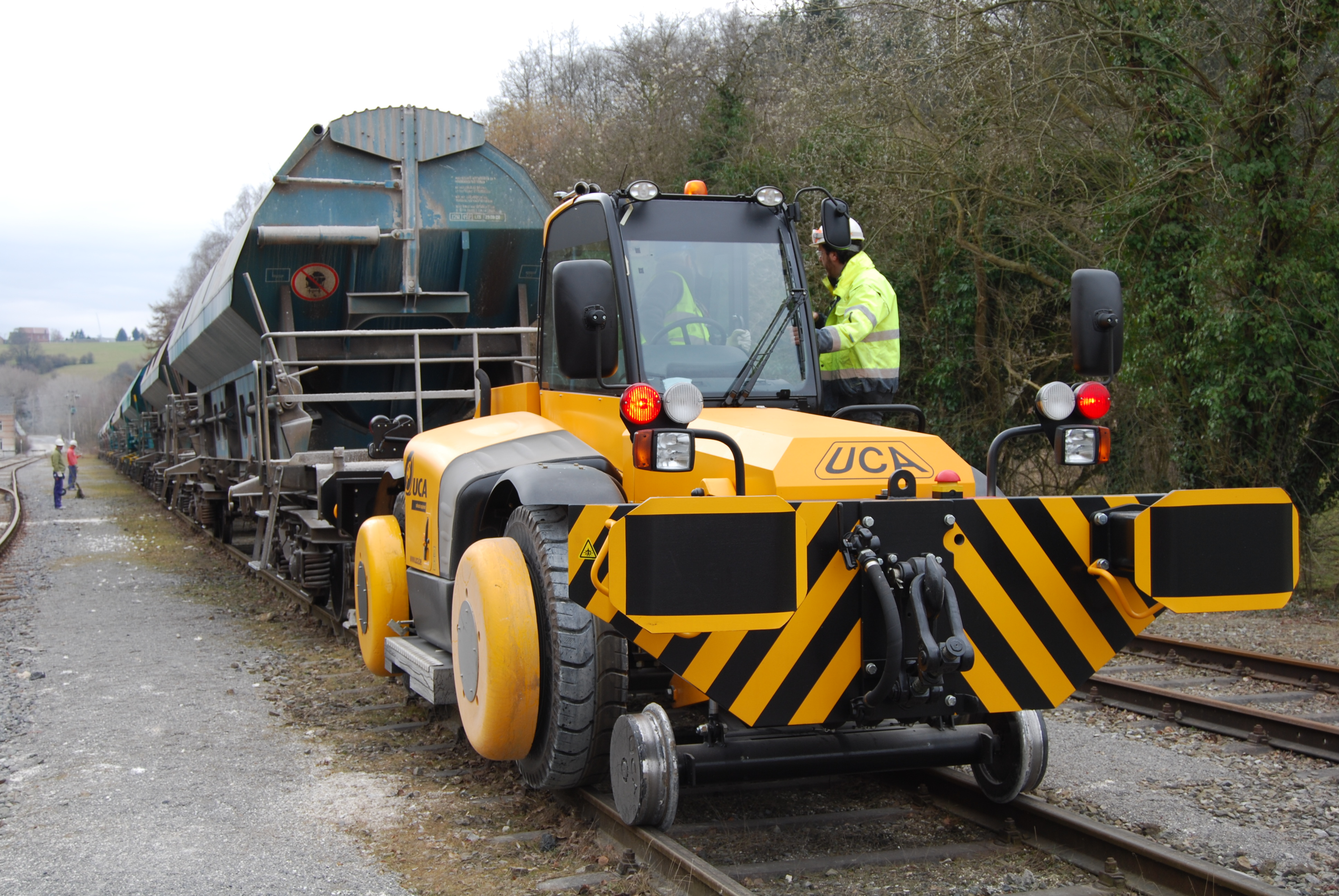
Tractor hi-rail

Hi-rail o vehículo de carretera-ferrocarril es un vehículo que puede funcionar tanto sobre las vías férreas como en las carreteras o rutas convencionales.
Estos vehículos tienen ruedas aptas para carretera, con llantas y neumáticos de caucho, y un juego adicional de ruedas de acero retraíbles, para circular por las vías férreas.

## Descripción

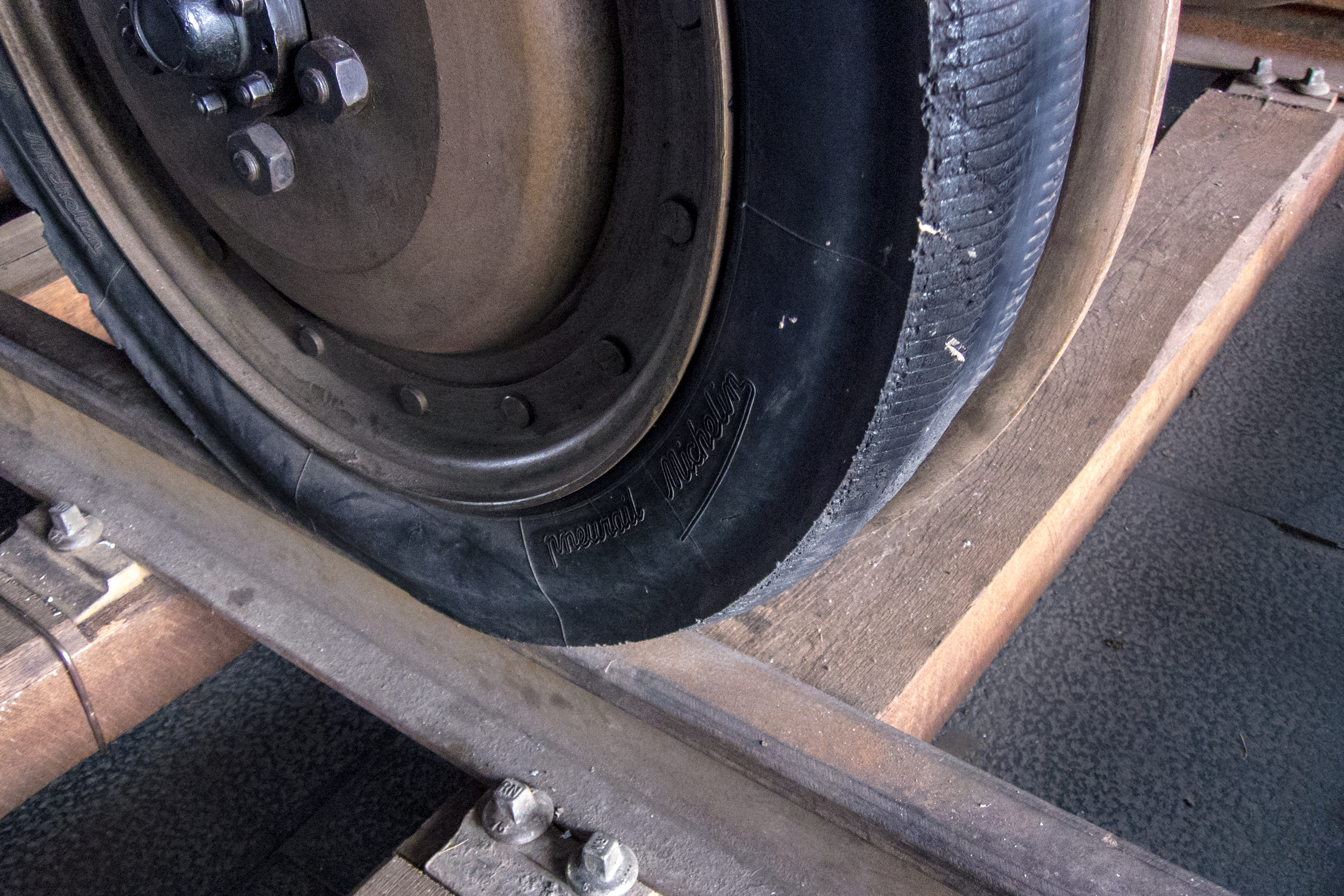
Adaptación hi-rail en el Museo del Ferrocarril de Madrid (España)

Este tipo de vehículos se utilizan generalmente para el mantenimiento de líneas de ferrocarril o en construcciones de nuevas vías. Los vehículos transitan por carreteras hasta el punto más cercano para luego convertirse en vehículos ferroviarios y acercarse hasta el punto final de la obra o donde se produce la necesidad, evitando complejas maniobras sobre caminos inexistentes hasta el lugar de trabajo o cuando la obra no se encuentra cercana a una carretera.
Debido a que normalmente son vehículos de carretera los que se modifican o adaptan, debe tenerse mucho cuidado ante colisiones con el rodante pesado que transita normalmente por las vías.
"Evans Auto-Railer" fue un pionero en los EE.UU durante los años 1930 y 40. La empresa produjo diferentes adaptaciones de vehículos hi-rail para el ejército estadounidense durante la Segunda Guerra Mundial, pero fue superado rápidamente por Fairmont inmediatamente luego de la guerra.

## Rail Road Bus
En los últimos años, se han realizado algunos intentos en diseñar autobuses que podrían operar tanto en carreteras como en vías férreas; estos intentos no fueron particularmente exitosos. Algunos fueron llevados a cabo en Gran Bretaña durante la década de 1930 en “Nicky lines” por el LMS (Londres, Midland y ferrocarril escocés) con un Karrier.
Posteriormente en Australia, Ferrocarriles Nueva Gales del Sur intentó con vehículos de este tipo en la década de 1970, pero no obtuvo resultados positivos.
Deutsche Bundesbahn operó por dos décadas una serie de autobuses llamados Schi-Stra-Bus desde 1950 a 1970.

## Imágenes

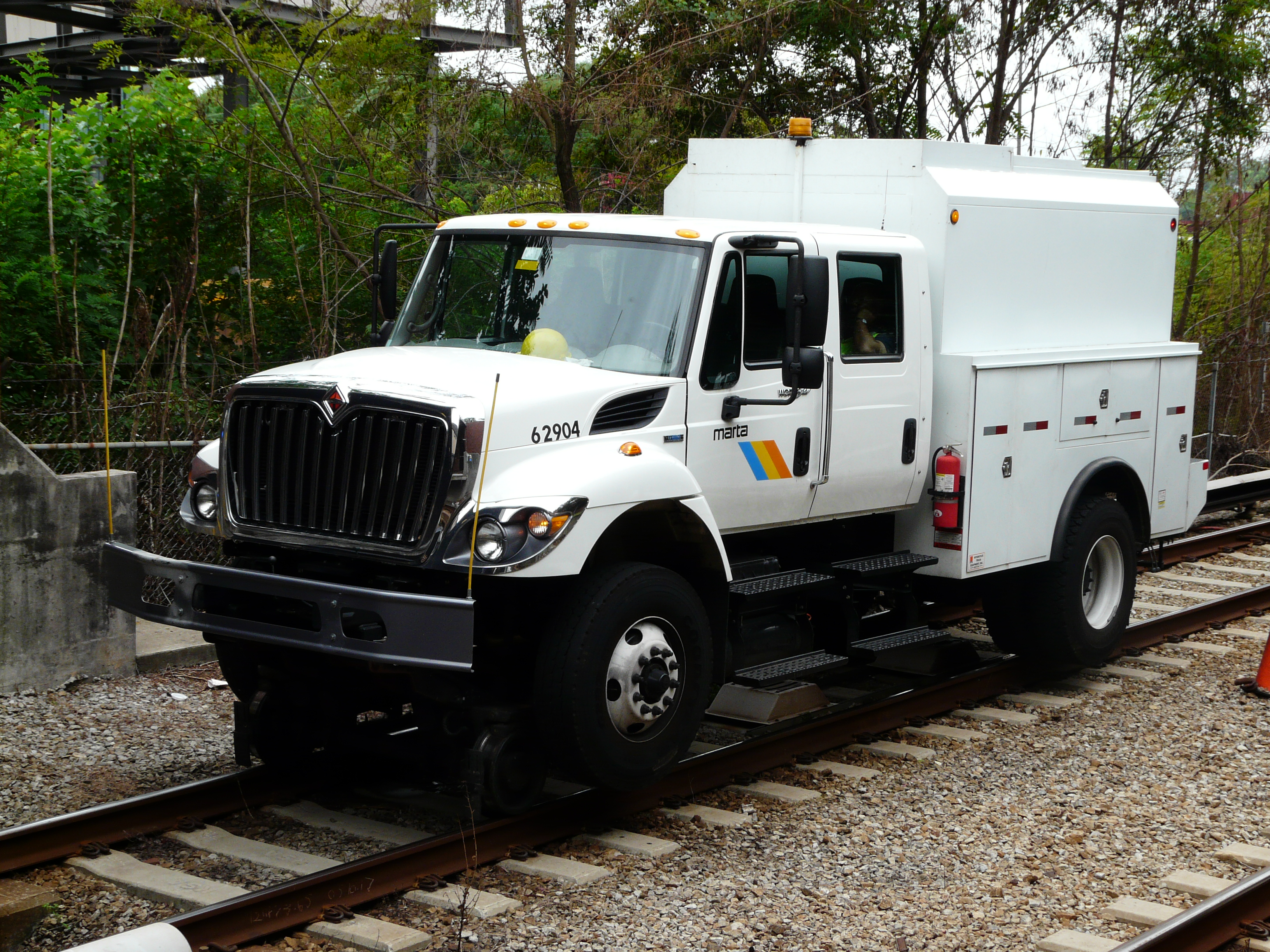
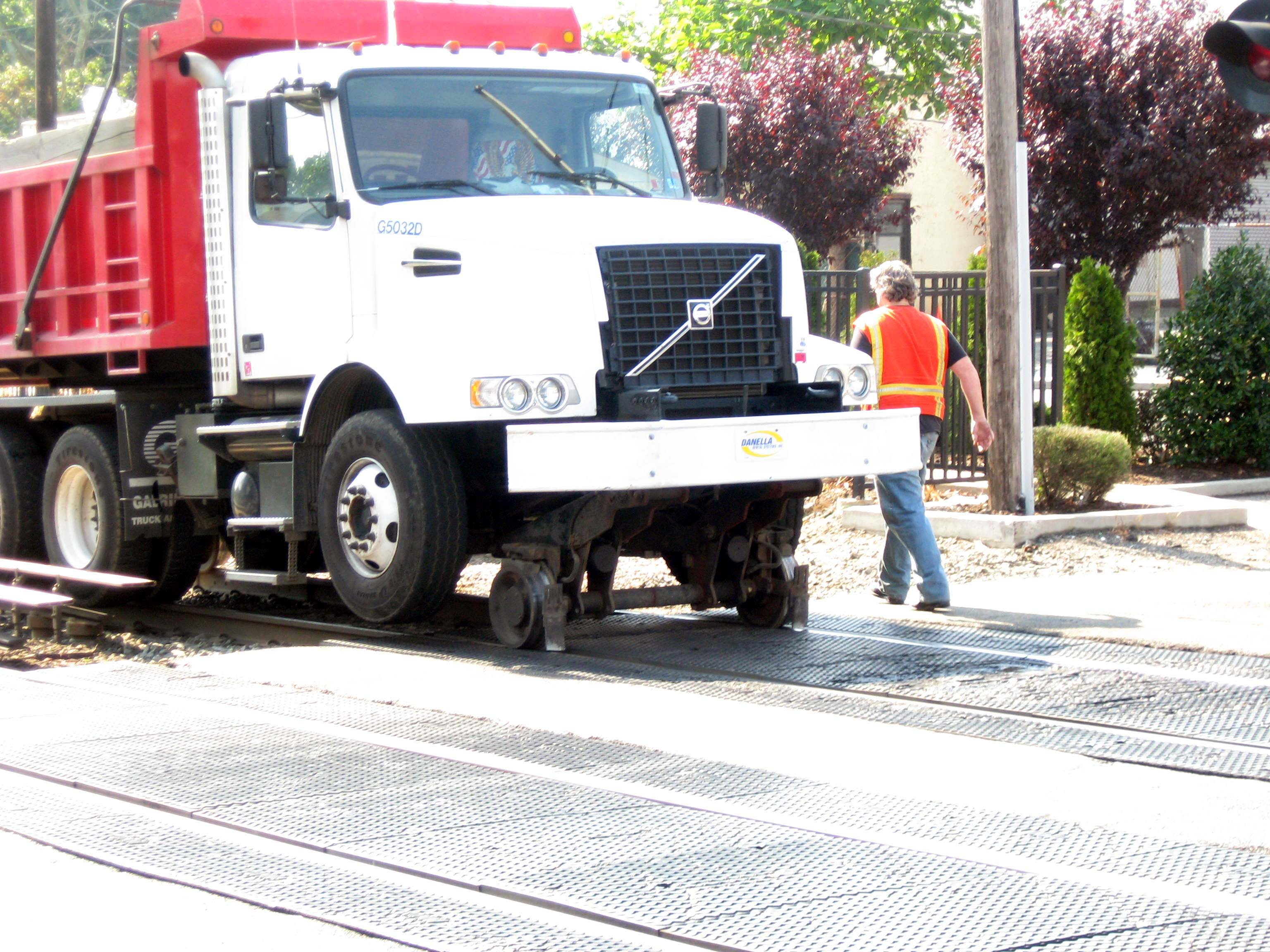
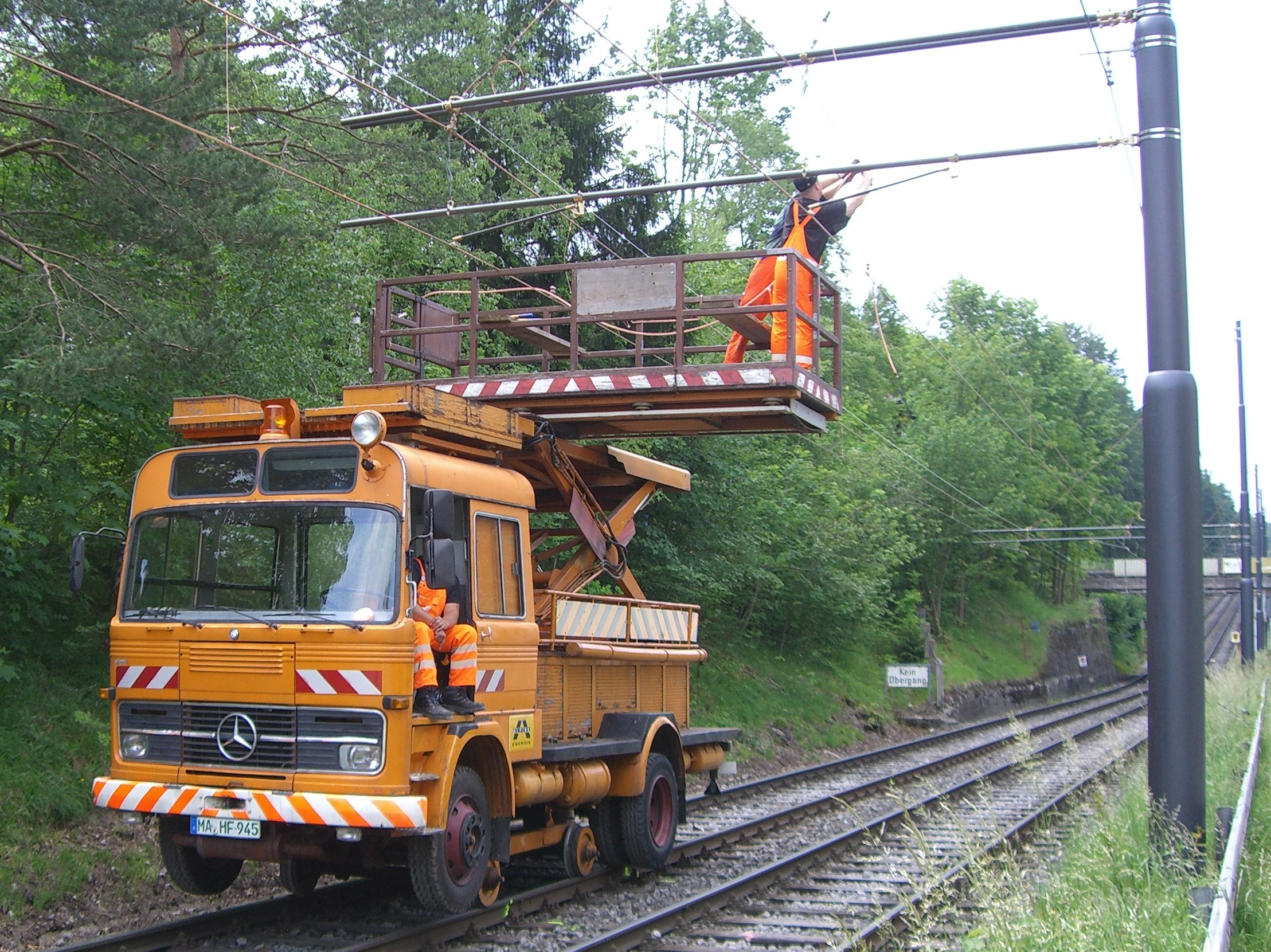
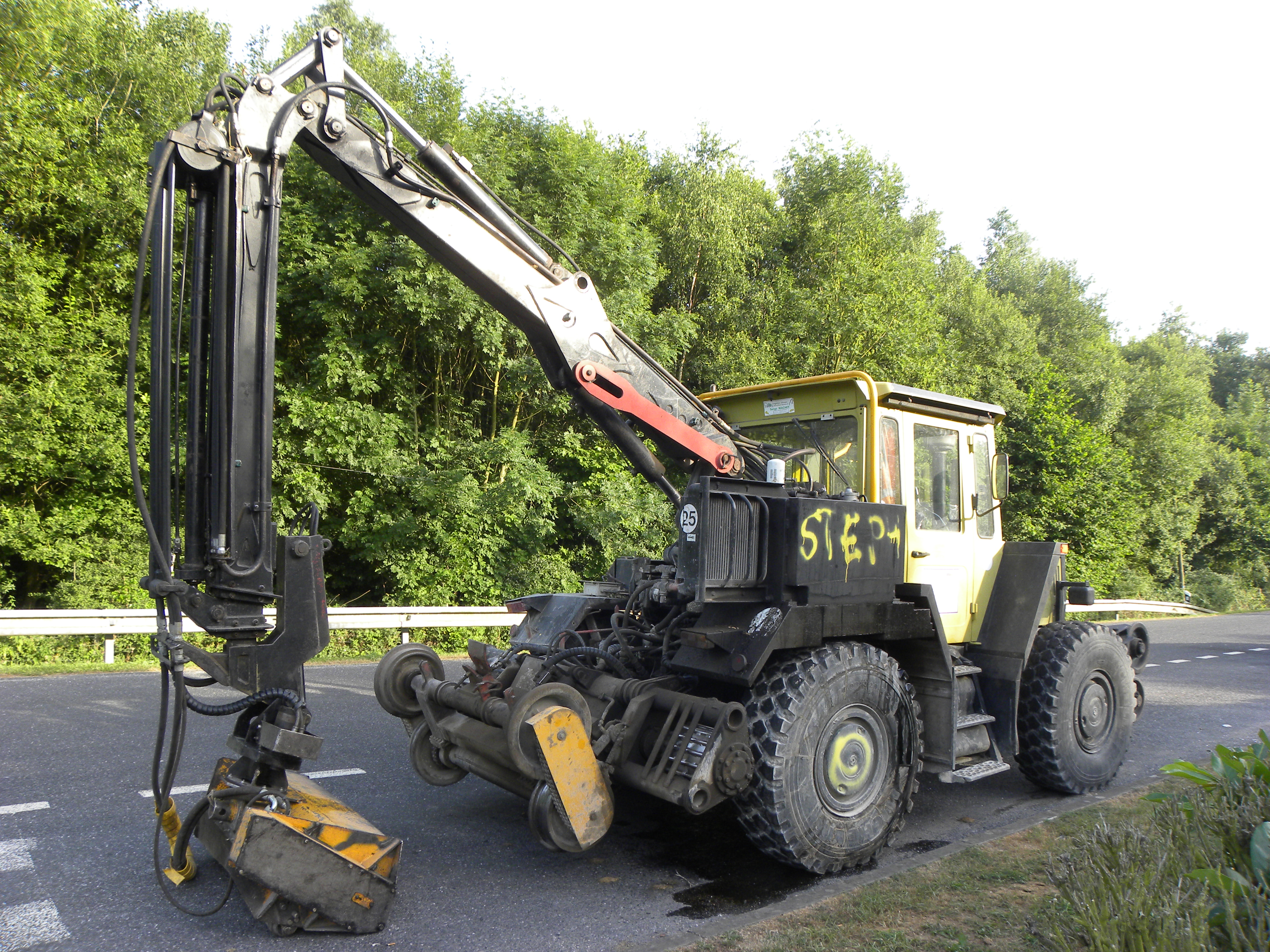